# بنك الصين (هونغ كونغ)
بنك الصين (هونغ كونغ) المحدود (بالصينية: 中國銀行(香港)有限公司) المعروف أيضا باسمه المختصر بنك الصين (هونغ كونغ) أو BOCHK (بالصينية: 中銀香港)، هو شركة تابعة لبنك الصين. بنك الصين (هونغ كونغ) هو ثاني أكبر مجموعة مصرفية تجارية في هونغ كونغ من حيث الأصول وودائع العملاء (بيانات عام 2008)، مع أكثر من 190 فرعا في جميع أنحاء هونغ كونغ اعتبارا من نهاية عام 2019. كما أنه أحد البنوك التجارية الثلاثة المرخصة من قبل سلطة النقد في هونغ كونغ لإصدار الأوراق النقدية لدولار هونج كونج.

## التاريخ

### مجموعة بنك الصين
كان افتتاح فرع لبنك الصين في هونغ كونغ في عام 1917 بمثابة دخول البنوك الصينية المملوكة للدولة إلى القطاع المصرفي للمستعمرة آنذاك. وسرعان ما حذت البنوك الأخرى حذوها، بدءا من بنك يين ييه التجاري في عام 1918. بحلول الوقت الذي تأسست فيه جمهورية الصين الشعبية في عام 1949، كان هناك 15 فرعا للبنوك الصينية المملوكة للدولة في هونغ كونغ، بالإضافة إلى فروع لتسعة بنوك مدمجة في البر الرئيسي كانت مشاريع مشتركة بين القطاعين العام والخاص. بالإضافة إلى ذلك، أنشأت الحكومة الصينية بنك بو سانغ في عام 1949 وبنك نانيانغ التجاري في عام 1950. تم دمج كلاهما في هونغ كونغ.